# 黛安娜長尾猴
黛安娜長尾猴（Cercopithecus diana），又名黛安娜猴或黛安娜鬚猴，是一種在西非的舊世界猴，分佈在塞拉利昂至科特迪瓦。其下以往有兩個亞種，但都已提升為獨立的物種，包括寬白眉長尾猴及德賴斯長尾猴。
黛安娜長尾猴高40-55厘米（不包括尾巴），尾巴直徑3-4厘米，長50-75厘米。牠們一般呈黑色或深灰色，喉嚨呈白色，眉及鬍鬚呈彎月形。因牠們的眉似羅馬神話內戴安娜的弓，故得此名。牠們的臂下也是白色的，大腿上有一白斑紋。大腿的背及下背部都是呈栗色。除了眉、鬍鬚及四肢上的一些遂毛外，其餘的都很短及光滑。成年重4-7公斤。
黛安娜長尾猴棲息在原始森林，並不會在次生林中生活。牠們是日間活動及棲於樹上的。牠們很少會走到地上，在冠層任何位置也會覓食，晚上會走到更高的地方休息。牠們特別的毛色可以提供多種視覺上的訊號，而且也可以發出多種的警告訊號，針對不同掠食者而有不同的叫聲。不過黃盔黑犀鳥卻能夠分辨這種警告，而作出相應的行動。牠們主要吃果實及昆蟲，也會吃花朵、嫩葉及無脊椎動物；牠們的天敵有冠鷹雕、豹、黑猩猩及人類。
黛安娜長尾猴的壽命達20歲。牠們的群族只有一隻雄猴及數隻雌猴，並牠們的幼猴。一般而言，雌猴每年也可以產子。妊娠期為5個月，幼猴需6個月的照顧。每胎只會產一隻幼猴。就算幼猴出生時的情況很好，母猴也會表現得很緊張，很少會讓幼猴離開自己。幼猴很喜歡玩耍。幼猴3歲就達至性成熟。雌猴會留在母猴的群族，雄猴則會離開。
黛安娜長尾猴帶有可傳染給人的疾病，如黃熱病及結核。世界自然保護聯盟將牠們列為瀕危物種，原兇是失去棲息地及人類的捕獵。

## 外部連結
- ARKive